# Radiocomando
Il radiocomando è un dispositivo utilizzato per comandare a distanza un'apparecchiatura usando le onde radio come mezzo di trasmissione.
Le tecniche di controllo a distanza via radio vengono utilizzate in ambito civile, industriale, militare e nella ricerca scientifica.

## Storia
L'idea di utilizzare la radio come mezzo di controllo a distanza nasce in pratica assieme alla radio stessa.
Nel 1898 Nikola Tesla al Madison Square Garden diede una dimostrazione di un'imbarcazione radiocomandata. Celebre l'esperimento di Guglielmo Marconi che nel 1930 comandò l'accensione dell'illuminazione pubblica di Sydney dalla sua nave Elettra che si trovava a Genova.
Nel corso della seconda guerra mondiale ci furono parecchi tentativi di realizzare ordigni comandati a distanza, ma la tecnologia disponibile all'epoca non permise la realizzazione di apparecchiature efficaci.
I primi radiocomandi si basavano sulla trasmissione di un segnale radio modulato con uno o più segnali a bassa frequenza (generalmente nel campo delle frequenze udibili). Il segnale in uscita del ricevitore comandava un particolare tipo di relè a lamine vibranti. Queste lamine risuonando, ognuna ad una particolare frequenza, permettevano di distinguere i vari segnali trasmessi e di intraprendere azioni diverse in funzione dei segnali inviati.
Negli anni sessanta lo sviluppo dei transistor permise di ridurre le dimensioni dei radiocomandi e di aumentarne efficienza e affidabilità. Si trattava comunque di dispositivi che permettevano solo un controllo di tipo acceso/spento. 
Negli anni settanta l'avvento dei circuiti integrati rese possibile la realizzazione di radiocomandi proporzionali ovvero di apparecchi che permettevano di comandare la posizione di un servocomando in maniera correlata alla posizione della leva di controllo.
Per quanto riguarda la parte a radiofrequenza i primi radiocomandi utilizzavamo la modulazione di ampiezza, che permetteva di utilizzare circuiti più semplici a costo però di una elevata sensibilità ai disturbi e una bassa efficienza. In seguito, grazie alla miniaturizzazione dei circuiti, fu possibile realizzare radiocomandi che trasmettevano in modulazione di frequenza ed erano molto meno sensibili ai disturbi.

## Radiocomandi industriali
Vengono spesso utilizzati per il comando a distanza di gru, di autobetoniere e altre apparecchiature nelle quali per sicurezza o praticità l'operatore non deve essere vincolato ad una consolle di controllo. In questi casi si pone particolare attenzione alla sicurezza e i radiocomandi sono progettati in maniera da bloccare tutte le manovre in assenza di segnale da parte della trasmittente onde evitare pericolosi movimenti fuori controllo.

## Usi militare e scientifico

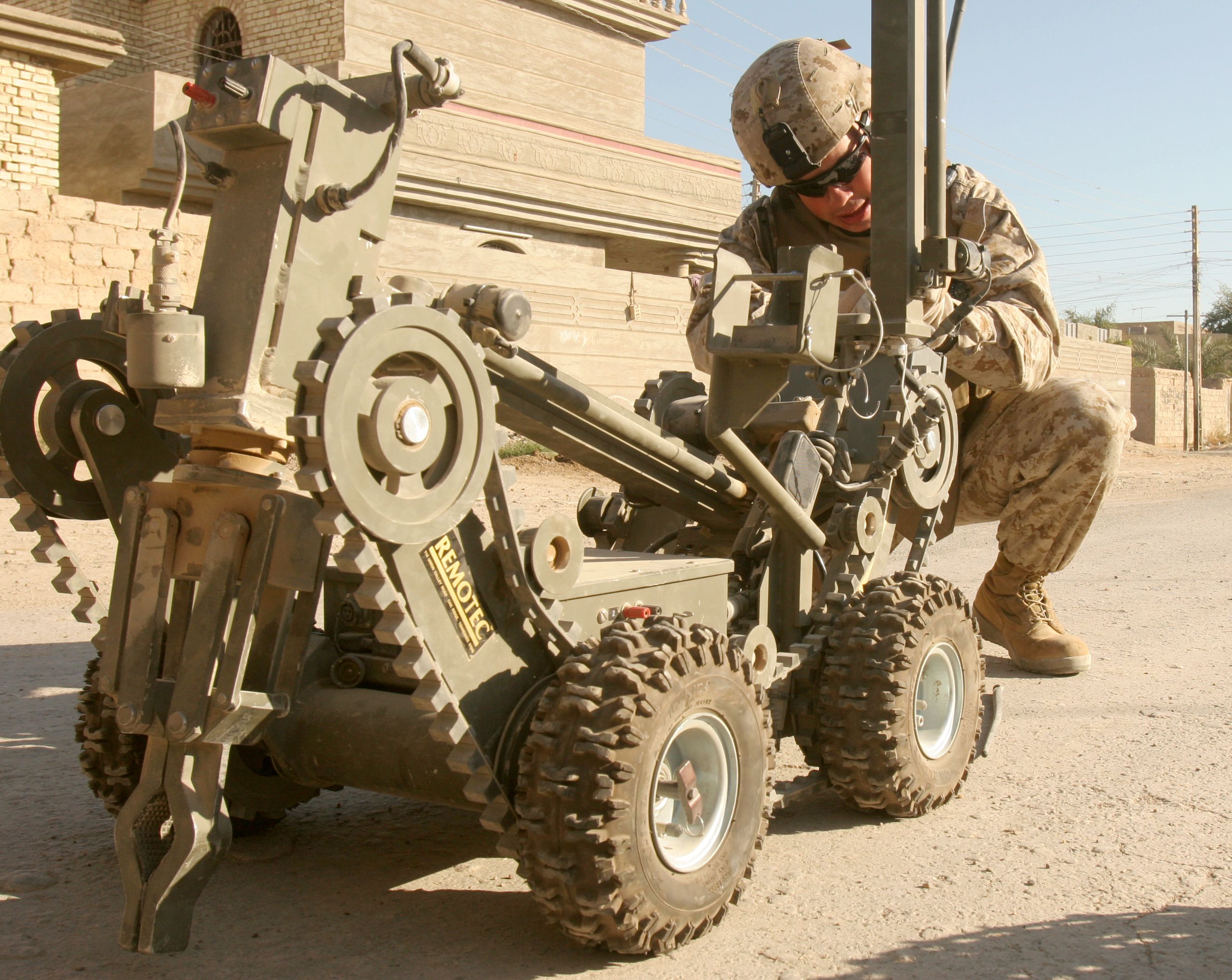
Un "robot" radiocontrollato usato per il disinnesco di ordigni

Pur venendo definiti radiocomandati, i veicoli militari e di ricerca scientifica sono in genere dotati di sistemi di guida automatica computerizzati che permettono un controllo attraverso direttive del tipo "portati nella tal posizione" piuttosto che di comandi del tipo "gira a destra".
Un caso particolare sono le apparecchiature comandate a distanza utilizzate per ispezioni e per disinnescare bombe, che vengono comunemente chiamate robot. Tale denominazione è erronea in quanto questi dispositivi non sono in grado di operare in maniera autonoma e sono quindi propriamente degli apparecchi radiocomandati.

## Usi in ambito civile

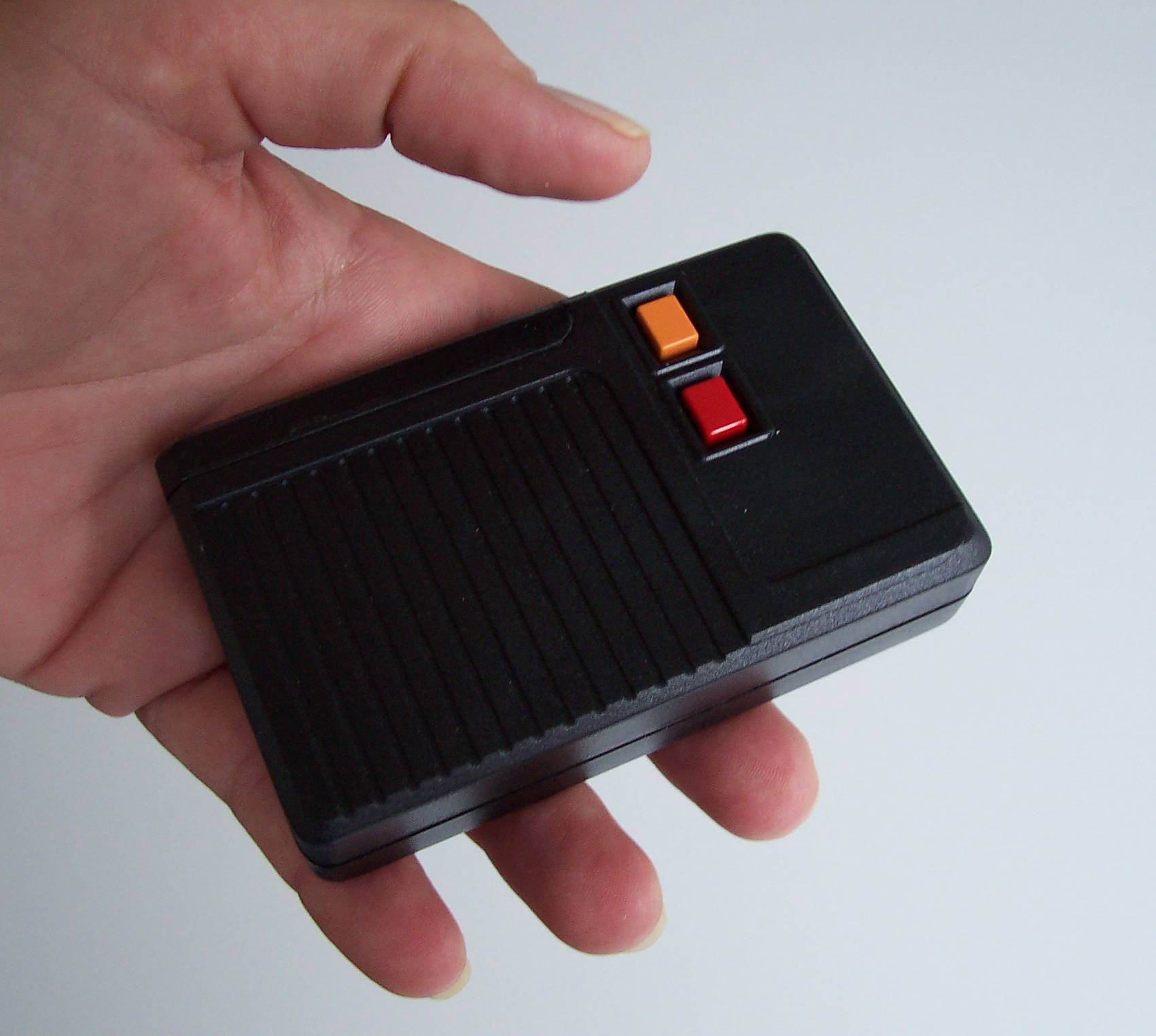
Radiocomando per cancelli

I radiocomandi vengono spesso utilizzati per comandare l'apertura e chiusura di cancelli, garage, barriere e dissuasori, oppure per l'apertura e chiusura di auto, attivazione e disattivazione di antifurti.
In questo settore vi sono radiocomandi che trasmettono diversi tipi di codice:
- codice fisso, più o meno lungo (vi sono codici a 1024 combinazioni cosiccome codici con miliardi di combinazioni), trasmettono sempre lo stesso codice. Sono radiocomandi semplici, che possono essere duplicati e per questo hanno una limitata sicurezza
- Rolling code, che ad ogni trasmissione cambiano il codice trasmesso: sono spesso generati attraverso un codice di crittografia che, una volta decifrati, restituiscono un valore di sincronismo ovvero un numero che viene incrementato ad ogni trasmissione; in questo modo la ricevente può valutare questo numero azionando il dispositivo controllato solo se tale numero è maggiore rispetto al numero di sincronismo ricevuto in precedenza: in questo modo anche duplicando il codice non sarà possibile azionare il dispositivo controllato in quanto il codice verrà considerato "vecchio". Sono codici ritenuti ad elevata sicurezza, sempreché non sia noto l'algoritmo di generazione o le chiavi utilizzate per la generazione del codice. Ogni azienda che produce i radiocomandi ha un proprio algoritmo brevettato, la Faac ha chiamato Hopping Code il proprio, altre ditte lo chiamano genericamente Rolling Code

Inoltre si possono distinguere:
- radiocomandi che trasmettono in una singola frequenza, fissa, modificabile attraverso quarzo, oppure regolabile attraverso trimmer capacitivi o induttanza variabile
- radiocomandi multifrequenza, che integrano un dispositivo interno (tipicamente un PLL con VCO) che consente all'utente di impostare la frequenza desiderata senza dover cambiare componenti o effettuare tarature.

### Modellismo

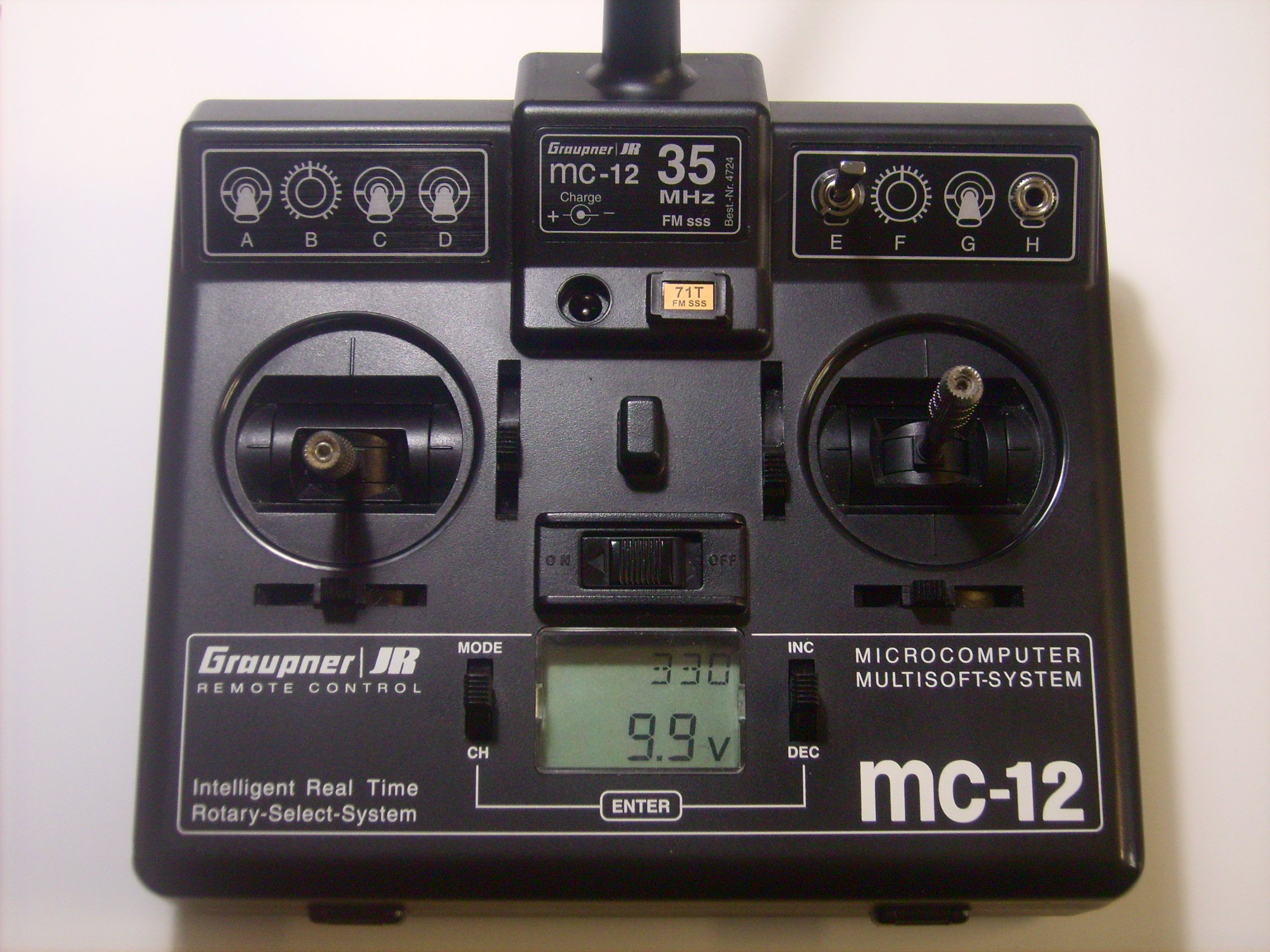
Un radiocomando per modellismo

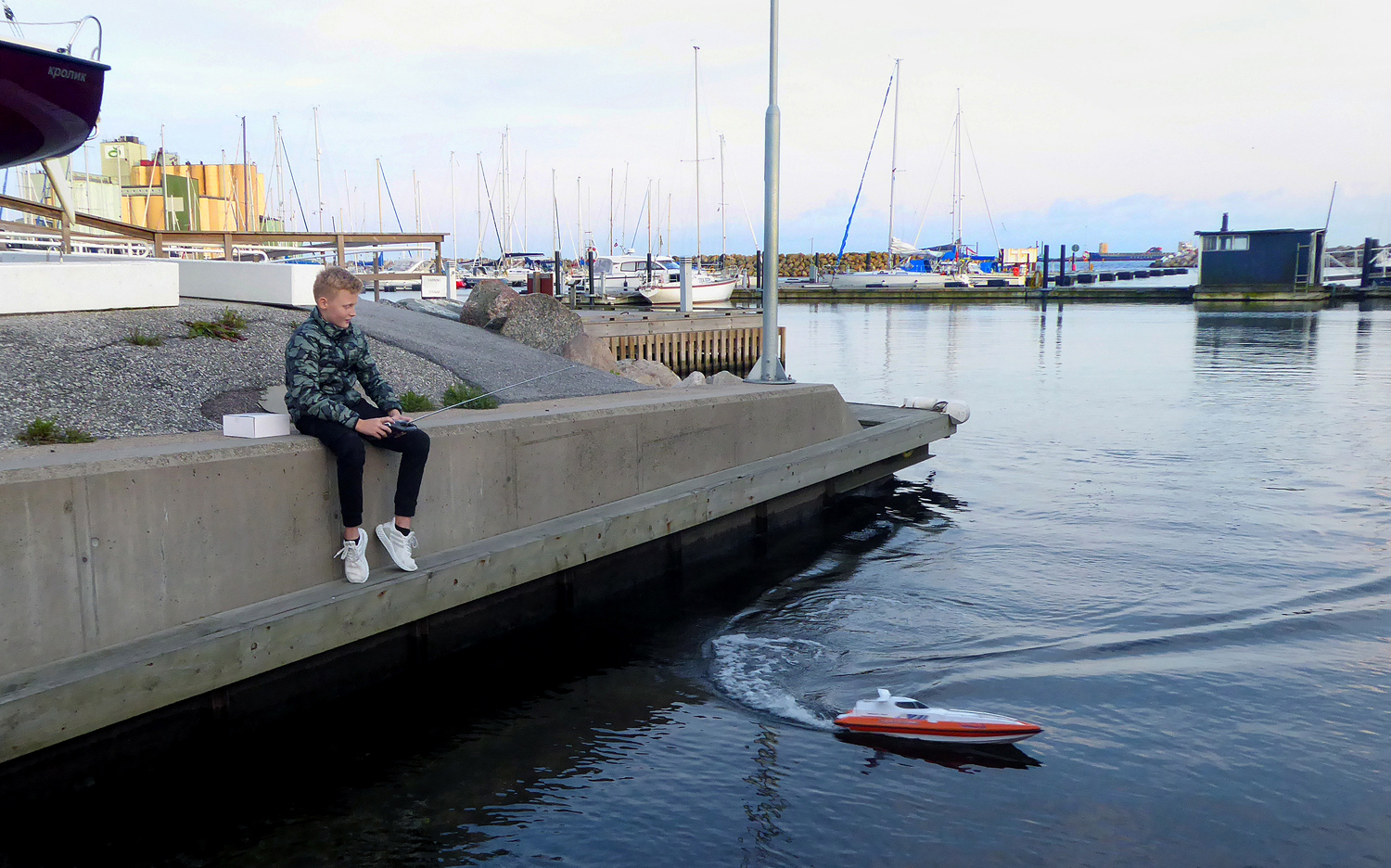
Un ragazzo guida la sua barca radiocontrollata nella marina di Ystad 2019.

I radiocomandi vengono usati da alcuni decenni per il controllo dei modelli dinamici. I telecomandi utilizzati nel modellismo sono del tipo proporzionale e utilizzano vari sistemi per trasmettere il segnale dei vari canali, il più diffuso è la codifica in modulazione di larghezza di impulso (PWM). In pratica viene trasmesso periodicamente un treno di impulsi, un impulso per ogni canale disponibile, la cui durata dipende dalla posizione della relativa leva di controllo. La durata degli impulsi è standardizzata in maniera da permettere l'utilizzo di attuatori di marche diverse e può variare da 920 a 2120 µs. La durata di 1520 µs corrisponde alla posizione di "neutro". Questo segnale inviato ad un apposito servocomando verrà trasformato in un movimento meccanico.
Fra apparecchiature di alto livello si è diffuso negli ultimi anni l'uso di un sistema di trasmissione digitale. In pratica la posizione delle leve di controllo viene dapprima convertita in digitale e quindi trasmessa al modello come un flusso di dati. Il vantaggio di tale tecnologia è la possibilità di effettuare un controllo di validità dei dati ricevuti e, nel caso la trasmissione non sia valida, agire secondo impostazioni preselezionate bloccando i servocomandi o impostandoli in una posizione predefinita.
Il numero di canali, ovvero di controlli, disponibili può variare dai due delle apparecchiature più semplici ed economiche ai quattordici dei modelli più costosi.
La frequenza del segnale radio è soggetta alle disposizioni del Ministero dello sviluppo economico come nel decreto del 2010. Le bande utilizzabili sono quelle definite in base ad un decreto mirante ad armonizzare le radiofrequenza in tutta Europa. Le bande da 26,990 MHz a 27,200 MHz e da 40,665 MHz a 40,875 MHz e 72,080 MHz e 72,240 MHz sono utilizzabili esclusivamente per gli aeromodelli. All'interno di ogni banda sono definite delle precise frequenze da poter utilizzare chiamate canali. Gli apparecchi devono essere omologati per l'uso in Italia.